# Іловці
Іловці (словен. Ilovci) — поселення в общині Лютомер, Помурський регіон, Словенія. Висота над рівнем моря: 306,7 м.